# Petr Brunner
Petr Brunner (* 4. července 1990 Ústí nad Labem) je český youtuber, režisér a herec.

## Život a kariéra
Narodil se v červenci 1990 v Ústí nad Labem. V mládí studoval na Střední odborné škole mediální grafiky a polygrafie v Rumburku a navštěvoval rovněž Jazykovou školu Stamina. K roku 2012 žil v Liberci, kde pracoval jako prodavač v obchodě s pyrotechnikou. Svůj YouTube kanál s názvem EvilBender47 si založil v září 2007, přičemž na něj od března 2008 natáčí například krátké filmy a krátká vtipná videa (od listopadu 2013 navíc v rámci série tzv. FreakOut vines). Provozuje i vedlejší kanál určený k publikaci videí s videoherní tematikou. K roku 2025 měl na svém hlavním kanále téměř 500 tisíc odběratelů.
Za svou kariéru natočil několik amatérských, často krátkometrážních, filmů. Například v roce 2022 režíroval krátkometrážní film Agent Jebal 2 - Utrpení v poušti, naopak v roce 2023 účinkoval jako herec v amatérském filmu Lovec čarodějnic. Působí rovněž jako střihač či kameraman, když např. v letech 2018 a 2019 pomáhal se střihem videoklipů písní youtubera Karla Siváka. Účinkoval také v několika pořadech, například v roce 2022 v podcastu HypeCast youtubera Jakuba Steklého.
V roce 2011 obdržel cenu v soutěži Jameson Done in 60 Seconds za svůj minutový snímek na motivy filmu Forrest Gump. Získal také několik filmových ocenění na festivalu CineTube. Na jaře 2017 utrpěl zranění při autonehodě. V lednu 2025 uvedl, že v letech 2023 až 2024 propadl závislosti na hazardních hrách v souvislosti s videohrou Counter-Strike 2, přičemž kvůli tomuto problému přišel o více než jeden milion Kč. V roce 2021 začal spolupracovat se společností GGBooster.
Někdy vystupuje pod přezdívkou Bender.